# Mtein
Mteïn (arabe : متين ) est un village libanais situé dans le caza du Metn au Mont Liban au Liban. La population est chrétienne et druze.
Le village se situe sur le trajet du Libanon Mountain Trail, sentier de grande randonnée qui parcourt tout le massif du Mont Liban et dont il constitue une étape.